# Eqlid
Eqlīd (farsi اقلید) è il capoluogo dello shahrestān di Eqlid, circoscrizione Centrale, nella provincia di Fars. Aveva, nel 2016, una popolazione di 44.341 abitanti. 
Si trova vicina ai monti Zagros ed è, con i suoi 2.250 m s.l.m., una delle città più elevate dell'Iran.